# Пугачёвское (сельское поселение, Удмуртия)
Пугачёвское — упразднённое муниципальное образование со статусом сельского поселения в Малопургинском районе Удмуртии Российской Федерации.
Административный центр — посёлок Пугачёво.
25 июня 2021 года упразднено в связи с преобразованием муниципального района в муниципальный округ.

## История
Статус и границы сельского поселения установлены Законом Удмуртской Республики от 14 июля 2005 года № 47-РЗ «Об установлении границ муниципальных образований и наделении соответствующим статусом муниципальных образований на территории Малопургинского района Удмуртской Республики».

## Население
| 2010  | 2012  | 2013  | 2014  | 2015  | 2016  | 2017  |
| ----- | ----- | ----- | ----- | ----- | ----- | ----- |
| 2730  | ↗2754 | ↘2707 | ↗2733 | ↗2747 | ↗2753 | ↗2759 |
| 2018  | 2019  | 2020  |       |       |       |       |
| ↘2750 | ↘2733 | ↘2712 |       |       |       |       |

## Состав сельского поселения
| № | Населённый пункт | Тип населённого пункта          | Население |
| - | ---------------- | ------------------------------- | --------- |
| 1 | Пугачёво         | посёлок, административный центр | ↘2712     |